# Call of Duty: Black Ops 6
Call of Duty: Black Ops 6 (abreviado COD: BO6) es un videojuego de acción de disparos en primera persona desarrollado por Treyarch y Raven Software y publicado por Activision. Es la vigésima primera entrega de la serie Call of Duty y es la sexta entrada principal de la subserie Black Ops, después de Call of Duty: Black Ops Cold War (2020). Ambientada en 1991, la historia para un jugador de Black Ops 6 sigue a los operativos rebeldes Troy Marshall y Frank Woods mientras reúnen un equipo de agentes para dar caza a Pantheon, una fuerza clandestina que se ha infiltrado en la Agencia Central de Inteligencia y ha tildado de traidores a los Estados Unidos y a cualquiera que se les resista.
Al igual que con los juegos Black Ops anteriores, Black Ops 6 también incluye un componente multijugador y el modo cooperativo Zombies por rondas. El modo multijugador presenta dieciséis mapas nuevos en el lanzamiento y restaura varias características de títulos anteriores de Call of Duty, como el sistema de nivelación "Prestige". El modo Zombies incluye dos mapas completamente nuevos en el lanzamiento, que continúan con la historia de Black Ops Cold War. En los tres modos, los jugadores pueden aprovechar la mecánica de movimiento omnidireccional, lo que les permite correr, sumergirse y deslizarse en cualquier dirección.
Black Ops 6 cuenta con el ciclo de desarrollo más largo en la historia de Call of Duty, que abarca cuatro años. El marketing del juego comenzó en mayo de 2024, mediante la publicación de anuncios ficticios en las portadas de varios periódicos y el lanzamiento de varios avances de acción en vivo; una revelación completa debutó luego de la transmisión del evento Xbox Games Showcase 2024 el 9 de junio. Black Ops 6 se lanzó el 25 de octubre de 2024 para PlayStation 4, PlayStation 5, Windows, Xbox One y Xbox Series X/S, y estuvo disponible para suscriptores de planes seleccionados de Xbox Game Pass el día del lanzamiento.

## Argumento
Una misteriosa organización paramilitar conocida como Pantheon se ha infiltrado en las altas esferas de la inteligencia estadounidense y todos los que se oponen a ella son señalados como traidores a los Estados Unidos. Uno de ellos, Russell Adler (introducido en Black Ops Cold War) se propone investigar a Pantheon y acabar con ellos, con la ayuda de viejos conocidos como Frank Woods y Helen Park, y nuevas incorporaciones, Case y Sev, y Félix Neumann.

### Campaña
En 1991, durante el final de la guerra fría y la caída del muro de Berlín y el colapso de la unión soviética y el fin del comunismo en medio del inicio de la Operación Tormenta del Desierto, los agentes de la CIA Troy Marshall (Y'lan Noel) y William "Case" Calderón, junto con la controladora Jane Harrow (Dawn Olivieri), son enviados a la frontera entre Irak y Kuwait para rescatar al Ministro de Defensa iraquí Saeed Alawi (Jordan Bielsky), pero se ven obligados a abandonar la misión cuando Alawi afirma ser el objetivo de una fuerza paramilitar rebelde llamada "Pantheon". Después de enfrentarse a las fuerzas del Panteón, el equipo se prepara para rescatar a Alawi, pero es ejecutado por Russell Adler (Bruce Thomas), un agente rebelde que huyó de la CIA después de que lo incriminaran como un topo del capo de la droga nicaragüense Raúl Menéndez. Adler se deja capturar y le dice a Marshall que transmita un mensaje a su compañero operativo Frank Woods (Damon Victor Allen): "Alfil come torre". Después, el subdirector de la CIA, Daniel Livingstone (Lou Diamond Phillips), reprende al equipo por la muerte de Alawi, ignora sus advertencias sobre Pantheon y suspende a Woods, Marshall y Case de sus funciones. y a Harrow le dice que se considere en la curda floja 
Woods le revela a Marshall que el mensaje de Adler se refiere a una casa segura abandonada de la KGB en Bulgaria —con nombre en código "La torre"— que los dos descubrieron hace varios años, y decide ir allí con Marshall y Case para investigar Pantheon; Harrow se queda para cubrir su ausencia. Después de usar los archivos de Adler para reclutar al ex genio técnico de la Stasi Felix Neumann (Seamus Dever) y case va hacia avalon y ayuda a Sevati "Sev" Dumas a acabar con yannik sabiendo que the guilld se alió con panthon Sevati "Sev(Karen David),y de infiltrarse en el restaurante de chãteau haute lune y matar a essaïdi uno de los líderes de the guilld tiempo despues el equipo se mueve para sacar a Adler de un sitio negro de la CIA oculto bajo Washington D. C., mientras que un evento político organizado por el gobernador Bill Clinton (Jim Meskimen) se lleva a cabo y case se encuentra con Harrow quien estaba infiltrada como invitada en la superficie. El equipo logra extraer a Adler justo cuando Pantheon asalta el sitio negro, Marshall y Adler huyen con case en motocicleta y Marshall mencia el gran escape y pero son culpados por el ataque y declarados fugitivos. Adler revela que Pantheon ha estado involucrado en acuerdos de armas con Saddam Hussein; con la ayuda de la agente del MI6 Helen Park (Lily Cowles) y fuerzas aliadas del SAS, el equipo asalta uno de los palacios de Hussein, donde encuentran "El Origen", un arma psicoquímica que se originó en un laboratorio biológico abandonado de la CIA en Kentucky.
Mientras Adler se queda para rastrear al científico jefe de Pantheon, Matvey Gusev (Yuri Lowenthal), Case, Marshall y Sev investigan el laboratorio biológico. Case inhala accidentalmente el gas Origen y alucina luchando contra una serie de criaturas no muertas, mientras escucha la voz de una mujer que explica que Pantheon era originalmente una división secreta de la CIA que supervisaba el desarrollo de Origen como una droga para mejorar el rendimiento, siendo Case el único sujeto de prueba, antes de que Livingstone cerrara el proyecto y disolviera Pantheon. Cuando Case recupera la cordura, el equipo descubre que Pantheon ya ha robado las reservas de Origen del laboratorio biológico y también encuentra una grabación que revela que Harrow está trabajando con Pantheon. Utilizando pistas en la grabación, el equipo roba registros financieros de un casino en la ciudad turística de Avalon, que revelan que el casino había estado transfiriendo dinero a Gusev en Irak. Después, Case y Marshall se reúnen con Adler y trabajan con su antiguo aliado, el capitán del ejército de los EE. UU. Lawrence Sims (Reggie Watkins), para capturar a Gusev, quien revela que el Origen está almacenado en Vorkuta.
El equipo ataca Vorkuta y, aunque no pueden evitar que muevan El Origen, capturan a Harrow y la llevan a la Torre para interrogarla. Adler le inyecta a Harrow un suero de la verdad, lo que la impulsa a revelar que se unió a Pantheon después de que filtraran información que afirmaba que Adler había asesinado a sus padres, y que Pantheon planea usar el Origen para llevar a cabo un ataque de falsa bandera en el Capitolio con el objetivo de desacreditar a Livingstone y reemplazarlo por Harrow, poniéndolos en control de la CIA. Las fuerzas de Pantheon asaltan la Torre y rescatan a Harrow; Case los persigue y aborda el helicóptero de escape de Harrow, lo que hace que se estrelle en el río. Bajo la influencia del gas liberado de El Origen, Case estrangula a Harrow hasta la muerte antes de presumiblemente ahogarse. Marshall intenta comunicarse por radio con Case y le explica que Livingstone logró evacuar el Capitolio y recuperar El Origen. Dos semanas después, el equipo se reúne con Livingstone, quien les pide que sigan trabajando como una unidad clandestina independiente para erradicar a Pantheon y a sus verdaderos líderes, quienes están realizando operaciones en Avalon. Mientras tanto, el agente de Pantheon Jackson Caine (Rick Pasqualone) se infiltra en la oficina de Livingstone y accede a su computadora.

### Zombies
Tras el sacrificio de Samantha Maxis (Julie Nathanson) para sellar la grieta entre la Tierra y la dimensión del "Éter Oscuro" en 1985, el grupo de trabajo clasificado de la CIA Requiem es clausurado, con su personal superior (el oficial especial Grigori Weaver (Gene Farber), la Dra. Elizabeth Grey (Amy Pemberton), la mayor Mackenzie Carver (Keston John), el Dr. Oskar Strauss (Jeremy Crutchley) y el capitán Stoney "Raptor One" Maddox (Derek Phillips) arrestados y encarcelados en la isla Terminus, una instalación de investigación remota en el mar de Filipinas. En febrero de 1991, la tripulación de Requiem es liberada de Terminus por su antiguo némesis, el Dr. William Peck. En colaboración con la contrabandista Maya Aguinaldo (Chantelle Barry), que cree que su hermano Nathan está preso en Terminus, Peck propone una alianza con Requiem para eliminar al hombre responsable de su desgracia: Edward Richtofen (Nolan North), el exdirector de Requiem que ha estado dirigiendo su propia operación clasificada, llamada en código "Proyecto Janus", en la ciudad de Liberty Falls, en Virginia Occidental. Se produce una brecha dimensional, lo que obliga a Weaver, Grey, Carver y Maya a defenderse de oleadas de zombis, mientras que Peck y Strauss intentan localizar la ubicación de Richtofen desde el centro de mando de Terminus, con Raptor One asegurando un helicóptero para ayudar con su extracción. El equipo finalmente encuentra a Nathan, que ha sido mutado tras varios experimentos realizados en él por el Dr. Revati Modi, el jefe de Terminus, y se ve obligado a matarlo.
Con la ayuda del Módulo Algorítmico Sináptico (SAM), un sistema de inteligencia artificial diseñado por Richtofen basado en la personalidad de Maxis, el equipo localiza el submarino de Modi y piratea sus controles, lo que lo obliga a regresar a Terminus. Mientras el equipo se enfrenta a Modi, aparece un monstruo acuático gigantesco, apodado "Paciente 13", que devora a Modi y su submarino. El Paciente 13 intenta matar al equipo de Requiem, pero prevalecen y logran matar al monstruo. Luego, SAM revela al equipo que Richtofen está obsesionado con la investigación del "Artefacto Centinela", un objeto de poder que controla una sustancia primordial conocida como "Prima Materia". Se encontraron rastros del Artefacto Centinela en Avalon, donde una organización criminal local, el Sindicato Francés, ha secuestrado al demonólogo Gabriel Krafft, y el ex aliado de Requiem, el excapitán de Spetsnaz Sergei Ravenov, está trabajando para ellos como ejecutor. Creyendo que el Artefacto Centinela puede ser clave para rescatar a Maxis del Éter Oscuro, el equipo establece Avalon como su próximo destino.
Mientras tanto, en Liberty Falls, una brecha de segunda dimensión ocurre simultáneamente con la de Terminus, y Richtofen descubre que "Sam" ha desatado zombis en la ciudad. Richtofen es capturado y enviado a una ubicación desconocida, mientras que su subordinado, el jefe de seguridad John Blanchard, intenta comunicarse con un equipo de respuesta. Un grupo de operadores, apodado "Equipo Alfa", responde a la llamada de socorro de Blanchard y sigue sus instrucciones para ayudar a contener el brote. Se le dice al grupo que rescate a varios científicos del Proyecto Janus, pero solo logran encontrar al Dr. Pericles Panos, quien ha perdido su forma corpórea y está atrapado dentro de una iglesia corrompida por el Éter Oscuro. Panos le ordena al Equipo Alfa que construya un dispositivo para ayudar a limpiar la fase del Éter Oscuro, pero luego se dan cuenta de que era una artimaña, ya que Panos en cambio absorbe su energía para recuperar una forma física y salir del Éter Oscuro, mientras que el Equipo Alfa permanece atrapado en su lugar.

## Jugabilidad
Al igual que las entregas anteriores de la serie Call of Duty,  Black Ops 6 es un juego de disparos en primera persona, con una campaña para un jugador, un componente multijugador y una nueva iteración basada en rondas del modo cooperativo Zombies.
Las nuevas mecánicas incluyen el Movimiento Omnidireccional, que permite a los jugadores Bucear, correr y deslizarse en cualquier dirección, configuraciones de "Movimiento inteligente", que automatizan ciertas acciones del jugador, incluido el sprint y el mantling. Los usuarios también pueden elegir entre una selección de ajustes preestablecidos que alteran la pantalla de visualización frontal (HUD) del juego; esto incluye un ajuste preestablecido "Legacy" para el HUD Zombies similar al diseño del HUD en Call of Duty: Black Ops 3.
La campaña para un jugador presenta múltiples formas de abordar sus misiones e incluye árboles de diálogo para su elenco de personajes no jugadores (NPC).  Entre misiones, los jugadores pueden acceder a una casa segura , donde pueden planificar misiones posteriores a través de un tablero de evidencia e interactuar con los NPC. Los jugadores también pueden usar efectivo, que se encuentra a lo largo de las misiones, para comprar varias "ventajas de operador", que otorgan mejoras a las armas y el equipo. En la mayoría de las misiones, los jugadores asumen el papel del agente rebelde de la CIA William "Case" Calderon. Ciertos niveles de la campaña recompensan a los jugadores con elementos cosméticos para usar en los modos multijugador y Zombies una vez completados, incluidos planos y skins de armas y personajes.

## Desarrollo
Black Ops 6 Fue Desarrollado por Treyarch y Raven Software, con Raven liderando la producde la campaña para un jugador, la cual se informa que cuenta con una estructura de mundo abierto, mientras que Treyarch se encarga de los modos multijugador y Zombies. El juego presume del ciclo de desarrollo más en la historia de Call of Duty, abarcando cuatro años. Algunos empleados de Treyarch han declarado que han estado probando el juego desde 2022. Los detalles de Black Ops 6 comenzaron a surgir en noviembre de 2023, cuando Windows Central informó que el juego se ambientará durante la guerra del Golfo y presentará una historia centrada en la Agencia Central de Inteligencia (CIA).
La adquisición de Activision Blizzard y sus estudios por parte de Microsoft en 2023 marcó el fin de un acuerdo de exclusividad entre Sony y Activision, que permitía a las plataformas PlayStation recibir contenido y ofertas exclusivas para los títulos de Call of Duty. Aunque Microsoft tuvo un acuerdo similar con Activision para las consolas Xbox antes de 2015, el CEO de Microsoft Gaming, Phil Spencer, ha declarado que en adelante la franquicia no tendrá acuerdos de exclusividad, garantizando la paridad de contenido en todas las plataformas compatibles.

## Marketing
El 30 de abril de 2024, Microsoft anunció que celebraría un evento Xbox Games Showcase el 9 de junio de 2024, seguido de una presentación titulada «[REDACTED] Direct». Microsoft no especificó en qué juego se centraría la presentación, solo declaró que sería «una exploración profunda de la próxima entrega de una franquicia querida». Tom Warren, de The Verge, informó que la presentación se centraría en la entrega de Call of Duty de 2024.
El 22 de mayo de 2024, se lanzó un sitio web titulado «The Truth Lies» que se publicó en los canales de redes sociales de Call of Duty. El sitio web presentaba varios clips de video de la vida real de monumentos globales, como el Monte Rushmore y la Puerta de Brandeburgo, siendo vandalizados por un grupo de personas, así como informes de noticias ficticios sobre el vandalismo. Los clips mostraban un logotipo de un perro de tres cabezas, que se vio por primera vez en el anuncio de Microsoft para el Xbox Games Showcase de 2024. El 23 de mayo de 2024, varios periódicos, como USA Today y The New York Post, presentaron anuncios de «The Truth Lies» en sus portadas. Ese mismo día, Activision anunció oficialmente Black Ops 6 y confirmó que el «[REDACTED] Direct» del 9 de junio se centraría en el juego.
El 27 de mayo de 2024, se publicó un tráiler del juego, titulado «Open Your Eyes», en el canal de YouTube de Call of Duty. Consiste principalmente en imágenes de programas de noticias y anuncios televisivos de principios de los años 90, narradas por una voz masculina distorsionada que habla directamente al espectador, diciéndole que «deje de ser oveja y se convierta en lobo». Se observó que el tráiler incluía breves vislumbres de imágenes del juego. Una versión extendida del tráiler fue enviada al creador de contenido de Call of Duty, NoahJ456, que incluía un breve vistazo al posible modo Zombies de Black Ops 6.
El 28 de mayo de 2024, Activision lanzó un tráiler de acción en vivo para el juego, que presenta a varios líderes políticos del mundo real, incluidos los expresidentes estadounidenses Bill Clinton y George H. W. Bush, el ex secretario de Estado Colin Powell, la ex primera ministra del Reino Unido Margaret Thatcher y el ex presidente iraquí Saddam Hussein. Se observó que la miniatura de YouTube del tráiler contenía las coordenadas del antiguo palacio de Hussein en Bagdad.
El 1 de agosto, Treyarch y Activision revelaron una nueva versión del sitio web "The Truth Lies", llamado "The Truth Dies", que presentaba avances del modo Zombies.  El 6 de agosto, se lanzó un tráiler cinematográfico del mapa Zombies "Terminus", junto con detalles sobre la historia de Zombies para Black Ops 6 y su elenco de personajes; un desglose completo de los sistemas de juego del modo se publicó en el blog de Call of Duty el 8 de agosto. El 20 de agosto, Raven Software presentó imágenes del juego de la campaña en Gamescom 2024. En los días siguientes, Treyarch lanzó un tráiler cinematográfico del mapa Zombies "Liberty Falls",  y estrenó la canción principal de Jack Wall para el modo multijugador de Black Ops 6 , que fue escrita en colaboración con Big Giant Circles y Romes 

## Lanzamiento
Call of Duty: Black Ops 6 fue lanzado el 25 de octubre de 2024 para PlayStation 4, PlayStation 5, Windows, Xbox One y Xbox Series X/S. También está disponible para los suscriptores de Xbox Game Pass  El juego requiere una conexión continua a internet para jugar todos sus modos, incluyendo la campaña para un jugador. La beta cerrada de Black Ops 6 inicio el día 30 de agosto y finalizó el 4 de septiembre, mientras que la beta abierta estuvo disponible del 6 al 9 de septiembre.

## Recepción
Black Ops 6 recibió "críticas generalmente favorables" de los críticos, según el sitio web agregador de reseñas Metacritic . OpenCritic determinó que el 93% de los críticos recomendaron el juego. 
Los críticos tuvieron una respuesta generalmente positiva hacia la campaña para un jugador del juego. Simon Cardy de IGN le dio a la campaña una calificación de 9/10, escribiendo que era una "revigorización enormemente bienvenida" de la serie.  Phil Hornshaw de GameSpot elogió el diseño de la misión de la campaña y su elenco de personajes, pero se sintió "perdido" durante algunas partes de la narrativa de la campaña.  Luke Kemp de GamesRadar+ también elogió el diseño de la misión del juego y elogió la inclusión de elementos sobrenaturales en algunas de sus misiones. Keith Stuart de The Guardian afirmó que las misiones de la campaña proporcionaban "ejercicios de género breves y agudos que aportan diferentes sabores al concepto central del juego de matar a tantos soldados como sea posible". 
El componente multijugador recibió elogios de los críticos. Seth G. Macy de IGN le dio al multijugador una calificación de 8/10, elogiando la selección de mapas del juego, su juego de armas y el sistema de movimiento omnidireccional, pero señaló que este último no "necesariamente lo ayudó [a él] competitivamente excepto en situaciones muy específicas".Hornshaw también elogió el movimiento omnidireccional, afirmando que crea "un grado realmente alto de fluidez", pero criticó el sistema de reaparición del multijugador , que sintió que se vio afectado negativamente por el diseño "estrecho" de los mapas del juego.  Fran Ruiz de VG247 escribió que el multijugador de Black Ops 6 fue "una maravilla absoluta para jugar", y que fue "lo más ajustado y pulido que la serie se ha sentido en más de una década".  Tanto a Kemp como a Billy Givens de Digital Trends les gustó el sistema de ventajas del juego, y este último escribió que apreciaba la necesidad de "considerar el riesgo y las recompensas de elegir o abandonar ventajas con las que normalmente había optado en juegos anteriores". 
El modo Zombies también recibió críticas positivas; a los críticos les gustó el regreso del modo a su formato de juego basado en rondas, a diferencia del diseño de mundo abierto del modo Modern Warfare III .Stuart escribió que Zombies era "lleno de tensión e increíblemente estresante", pero dijo que fue "una verdadera maravilla" con amigos.  Ruiz sintió que Zombies "se benefició enormemente" del sistema de movimiento omnidireccional del juego.  El editor de características de GamesRadar+, Andrew Brown, elogió el diseño de los mapas de lanzamiento del modo, "Terminus" y "Liberty Falls", y afirmó que la versión de Zombies de Black Ops 6 revitalizó su amor por el modo en su conjunto. 

### Ventas
Black Ops 6 logró el fin de semana de lanzamiento más grande en la historia de la franquicia. El CEO de Microsoft, Satya Nadella, notó una alta participación de los jugadores el día del lanzamiento y un aumento en las nuevas suscripciones a Game Pass en un solo día. Las ventas en PlayStation y Steam aumentaron un 60% en comparación con el título anterior, Modern Warfare III.